# العلاقات الأفغانية الكوبية
العلاقات الأفغانية الكوبية هي العلاقات الثنائية التي تجمع بين أفغانستان وكوبا.

## مقارنة بين البلدين
هذه مقارنة عامة ومرجعية للدولتين:
| وجه المقارنة                                              | أفغانستان                    | كوبا                              |
| --------------------------------------------------------- | ---------------------------- | --------------------------------- |
| المساحة (كم2)                                             | 652.23 ألف                   | 109.88 ألف                        |
| عدد السكان (نسمة)                                         | 34.94 مليون                  | 11.48 مليون                       |
| الكثافة السكانية (ن./كم²)                                 | 53.57                        | 104.48                            |
| العاصمة                                                   | كابل                         | هافانا                            |
| اللغة الرسمية                                             | اللغة البشتوية، اللغة الدرية | اللغة الإسبانية                   |
| العملة                                                    | أفغاني                       | بيزو كوبي، بيزو كوبي قابل للتحويل |
| الناتج المحلي الإجمالي (بليون دولار)                      | 20.82 مليار                  | 87.13 مليار                       |
| الناتج المحلي الإجمالي (تعادل القوة الشرائية) بليون دولار | 62.62 مليار                  |                                   |
| الناتج المحلي الإجمالي الاسمي للفرد دولار أمريكي          | 594                          |                                   |
| الناتج المحلي الإجمالي للفرد دولار أمريكي                 | 1.93 ألف                     |                                   |
| مؤشر التنمية البشرية                                      | 0.479                        | 0.769                             |
| رمز المكالمات الدولي                                      | +93                          | +53                               |
| رمز الإنترنت                                              | .af                          | .cu                               |
| المنطقة الزمنية                                           | ت ع م+04:30                  | 00                                |

## منظمات دولية مشتركة
يشترك البلدان في عضوية مجموعة من المنظمات الدولية، منها:
| علم المنظمة | اسم المنظمة                   | تاريخ انضمام أفغانستان | تاريخ انضمام كوبا |
| ----------- | ----------------------------- | ---------------------- | ----------------- |
|             | يونسكو                        | 4 مايو 1948            | 29 أغسطس 1947     |
|             | الاتحاد البريدي العالمي       | ?                      | ?                 |
|             | منظمة الشرطة الجنائية الدولية | ?                      | ?                 |
|             | الأمم المتحدة                 | 19 نوفمبر 1946         | 24 أكتوبر 1945    |
|             | الاتحاد الدولي للاتصالات      | 12 أبريل 1928          | 16 يناير 1918     |
|             | منظمة حظر الأسلحة الكيميائية  | ?                      | ?                 |

## وصلات خارجية
- موقع وزارة الخارجية الأفغانية
- موقع وزارة الخارجية الكوبية